# Mandroklész
Mandroklész (I. e. 5. század) görög építész.
Számoszi származású volt, Dareiosz perzsa uralkodónak a szkíta birodalom elleni háborúja során megépítette a Boszporuszon átívelő fahidat. A munkájáért kapott pénz egy részéért egy képet festetett, amely a perzsáknak a hídon való átkelését ábrázolta, s a számoszi heraeumban volt látható.